# Jeffrey Kahane
Jeffrey Alan Kahane (* 12. September 1956 in Los Angeles) ist ein US-amerikanischer Pianist, Cembalist, Dirigent und Musikpädagoge.

## Leben
Kahane hatte ab dem vierten Lebensjahr Klavierunterricht. Er begeisterte sich für Rock ’n’ Roll, spielte Gitarre in verschiedenen Schülerbands, komponierte und arrangierte Songs. 1971 wurde Jakob Gimpel, ein Schüler Alban Bergs, sein Lehrer. Er studierte dann bis 1977 am San Francisco Conservatory bei Howard Wiesel und Jakob Gimpel und an der Juilliard School bei John Perry. Er gewann 1977 den Zweiten Preis bei der Clara Haskil Competition, belegte 1984 den vierten Platz bei der Van Cliburn International Piano Competition und war 1983 Gewinner der Arthur Rubinstein International Piano Master Competition in Israel.
Nach dem Debüt als Pianist 1978 in San Francisco debütierte er 1983 in einem Rubinstein gewidmeten Konzert in der Carnegie Hall und 1985 in London. Er trat dann mit vielen namhaften amerikanischen und europäischen Orchestern als Solist und als Klavierbegleiter mit Musikern wie Yo-Yo Ma, Dawn Upshaw und Joshua Bell auf. Mit Joseph Swenson nahm er Franz Schuberts gesamtes Werk für Violine und Klavier auf. 1987 erhielt er den Andrew Wolf Chamber Music Award.
Beim Oregon Bach Festival 1988 spielte Kahane ein Klavierkonzert von Wolfgang Amadeus Mozart und dirigierte dabei das Orchester vom Klavier aus. 1991 gründete er mit jungen Musikern und Studenten aus Boston das Gardner Chamber Orchestra, das er vier Jahre lang leitete. 1995 wurde er künstlerischer Leiter des Santa Rosa Symphony Orchestra. Als Gastdirigent trat er dann u. a. mit dem New York Philharmonic Orchestra, dem Los Angeles Philharmonic Orchestra, dem Philadelphia Orchestra, dem Cleveland Orchestra, dem Saint Paul Chamber Orchestra und den Sinfonieorchestern von Chicago, Detroit, St. Louis, Baltimore und Indianapolis auf. Von 1997 bis 2017 leitete er außerdem das Los Angeles Chamber Orchestra, mit dem er in der Saison 2005/06 sämtliche Klavierkonzerte Mozarts aufführte.
2005 bis 2010 war er Chefdirigent des Colorado Symphony Orchestra in Denver, Colorado.
Zwischen 1988 und 1995 unterrichtete Kanahe als Hochschullehrer an der Eastman School of Music in Rochester. Seit 2016 ist er Professor für Tasteninstrumente an der Thornton School of Music der University of Southern California. Die Sonoma State University zeichnete ihn 2005 mit einem Ehrendoktortitel aus.